# Stor bambulemur
Stor bambulemur (Prolemur simus) är ett hotat djur i familjen lemurer och den enda arten i sitt släkte. Den räknades tidigare till släktet halvmakier (Hapalemur). Inga underarter finns listade.

## Kännetecken
Stor bambulemur når en kroppslängd mellan 40 och 42 centimeter samt en svanslängd mellan 45 och 48 centimeter. Vikten ligger mellan 2,2 och 2,5 kilogram. Den korta och täta pälsen har huvudsakligen en gråbrun färg med olivgrön skugga, undersidan är vanligen lite ljusare. Huvudet, skuldrorna och övre armarna är mera rödaktiga. Det avrundade huvudet kännetecknas av en kort och bred nos.
Påfallande är artens vitgråa tofsar på öronen. Populationen som förekommer i bergstrakten Andringitra kännetecknas däremot av en rödaktig päls och genom avsaknaden av tofsar.

## Utbredning och habitat
Arten förekommer liksom alla andra lemurer bara på Madagaskar. Utbredningsområdet sträcker sig över ett mindre område i östra delen av ön. Djuret lever i nationalparken Ranomafana samt i bergstrakten Andringitra. 2007 upptäcktes ytterligare en population i våtmarken Torotorofotsy, även den på öns östra sida. Habitatet utgörs av regnskogar med bambuväxter från låglandet till 1 600 meter över havet.

## Levnadssätt
Dessa primater är huvudsakligen aktiva på dagen men ibland är de nattaktiva. De har förmåga att klättra på lodrätta stammar och hoppar bra. Stora bambulemurer bildar grupper av fyra till sju (sällan upp till elva) individer. Flocken består av en hane, en eller två honor och deras ungar. Varje grupp vistas i en region som är 40 till 60 hektar stor.
Födan utgörs nästan uteslutande av unga skott av bambustjälkar eller bambublad. Djuret äter till 95% bambu av arten Cathariostachys madagascariensis.
Efter dräktigheten som varar i 140 till 150 dagar föder honan i oktober eller november en unge, sällan fler. Ungen dias sju till åtta månader. Efter tre till fyra år lämnar ungdjuret föräldrarnas grupp.

## Hot
Upphittade fossil visar att arten tidigare levde på öns norra och nordvästra delar samt att utbredningsområdet i öst var mycket större. Dagens utbredning utgör bara 1 till 4 procent av den ursprungliga regionen. Det största hotet är förstöringen av levnadsområdet genom skogsavverkning och svedjebruk. Undersökningar som utfördes under de senaste 20 åren hittade bara 12 grupper med tillsammans mindre än 100 individer. IUCN listar arten som akut hotad (critically endangered).

## Systematik
Tidigare räknades arten till släktet halvmakier (Hapalemur). På grund av differenser i storleken, i skelettets byggnad och i levnadssättet listas stor bambulemur idag i ett eget släkte.